# Susłogon preriowy
Susłogon preriowy, dawniej także: suseł Richardsona (Urocitellus richardsonii) – gatunek gryzonia z rodziny wiewiórkowatych. Zgodnie z naukową rewizją systematyki rodzaju Spermophilus susłogon preriowy został włączony do rodzaju Urocitellus. 
Charakterystyczną cechą susła, która różni go od wiewiórki i świstaka, jest obecność silnie rozwiniętych worków policzkowych. Susłogony preriowe są bardzo inteligentne i zwinne. Zazwyczaj, gdy kopią nory, robią sobie kilka "pomieszczeń". Przeznaczają je na "sypialnię", "spiżarnię" i "pokój dzienny". Susły te są czasami hodowane jako zwierzęta domowe.